# Energia nucleare in Kazakistan
In Kazakistan vi è una sola centrale elettronucleare (Aktau), con un reattore veloce autofertilizzante veloce da 52 MW elettrici netti, chiusa dal 22 aprile 1999 per raggiunti limiti di età. Il reattore ha funzionato per quasi 26 anni sia per la produzione di energia elettrica che per la desalinizzazione dell'acqua di mare (circa 80000 m³ al giorno). Fino a poco tempo fa il Kazakistan, resosi nel frattempo indipendente dall'URSS, non ha mai avuto le risorse finanziarie per sostituire tale impianto ma nel 2007 ha dato parere favorevole alla proposta di realizzazione di un nuovo reattore.

## Storia
Il Kazakistan è sempre stato uno stato un grande produttore di Uranio e non un consumatore di energia nucleare. L'ente che controlla tutto il mercato uranifero nazionale è la Kazatomprom, società governativa istituita nel 1997. Controlla l'esplorazione, l'estrazione e le altre attività nucleari, comprese importazioni ed esportazioni di materiale nucleare; ha annunciato nel 2008 l'obiettivo di fornire il 30% dell'uranio mondiale entro il 2015 ed attraverso joint venture il 12% dei mercato di conversione, il 6% dell'arricchimento, e il 30% del mercato di produzione del combustibile.
Il Kazakistan ha posseduto solo un reattore FBR modello BN350 veloce ad Aktau (ex Shevchenko), sulle rive del Mar Caspio, ha prodotto fino a 135 MWe di elettricità e 80.000 m3/giorno di acqua potabile per circa 27 anni fino a quando è stato chiuso a metà del 1999. Circa il 60% della sua potenza è stato usato per il calore e la desalinizzazione. È stato gestito dal Mangyshlak Power Generation Co. (MAEK). L'impianto, costruito sotto la supervisione della Minatom, è stato progettato nel 1000 MWt, ma non ha mai operato a più di 750 MWt ed è stato più recentemente portato a 520 MWt, ha stabilito la fattibilità e l'affidabilità di questo tipo di impianti di cogenerazione. L'impianto era costituito anche da una combinazione di caldaie a gas ed olio combustibile per una capacità totale di 120.000 m3/giorno.

## Accordi internazionali di cooperazione
La Kazatomprom ha stretto numerosi legami strategici con Russia, Giappone e Cina, ed intende anche acquisire una quota significativa della Westinghouse. Nel luglio 2006 la Russia ed il Kazakistan (tramite la controllata Kazatomprom) hanno firmato tre accordi di joint venture al 50:50 per nuovi reattori, produzione ed arricchimento. Il primo accordo è tramite la JV Atomniye Stantsii per lo sviluppo e la commercializzazione e la costruzione di reattori di piccola e media dimensione, il reattore scelto dovrebbe essere il VBER300 che dovrebbe costituire l'unità base per la produzione nazionale, con la Atomstroyexport che dovrebbe costruire il primo reattore.
La seconda JV con la Tenex, confermato nel 2008, è per l'espansione del sito russo di arricchimento di uranio presso Angarsk, che è anche il primo centro di arricchimento a livello internazionale al mondo, di cui Kazatomprom detiene circa il 10%. Questo impianto avrà alla fine dei lavori una capacità di arricchimento di circa 6000t, cioè la produzione di una JV mineraria con la Russia. Con la Tenex è in corso la JV Akbastau di esplorazione ed estrazione mineraria nel sud del paese.
Nell'aprile del 2007 sono stati firmati una serie di accordi ad alto livello di cooperazione energetica con il Giappone, gli accordi riguardano fra l'altro la fornitura di Uranio al Giappone e l'assistenza tecnica al Kazakistan per il ciclo del combustibile e la costruzione di nuovi reattori nucleari. Un ulteriore accordo nel maggio 2008 è stato firmato per l'ampliamento del sito di fabbricazione del combustibile situato presso Ulba. Gli accordi porteranno a partire dal 2010 alla fornitura al Giappone del 40% dell'uranio e del combustibile finito. Nell'agosto 2006 la banca banca giapponese per la cooperazione internazionale ha signato un accordo con la Kazatomprom per la ricerca mineraria kazaka e per la fornitura di energia elettrica del Giappone.
Nel dicembre 2006 la CGNPC ha firmato un accordi di cooperazione, nel maggio 2007 un accordi per la fornitura di uranio e per la fabbricazione del combustibile. Nel 2007 è stato firmato un accordo per l'esplorazione e l'estrazione di uranio e per investimenti dalla Kazatomprom nell'industria nucleare cinese, in questo modo la Kazatomprom diventerà il principale fornitore di uranio della CGNPC e quindi della Cina in virtù del loro grande numero di reattori in costruzione, questo è stato poi succeduto nell'ottobre 2008 con un secondo accordo di cooperazione. All'inizio del 2009 è stata costituita una azienda specializzata per la costruzione di centrali nucleari in Cina, visto che l'accordo con la Atomstroyexport era stato messo nel frattempo in attesa, a metà 2009 era in corso uno studio di fattibilità del progetto.
Nel gennaio 2009 è stato firmato un accordo con la NPCIL per la fornitura di 2100t di Uranio e per iniziare uno studio di fattibilità per la costruzione di reattori PHWR indiani in Kazakistan.
Nell'aprile 2010 è stato firmato un accordo con la Corea del Sud, preparando la strada per l'esportazione del reattore coreano SMART100, e per un programma di esplorazione ed esportazione di Uranio.
Sono stati poi firmati accordi di cooperazione con gli Stati Uniti e l'Euratom

## Programma nucleare futuro
I piani di sviluppo dell'energia nucleare in Kazakistan sono grandi reattori LWR nella parte meridionale del paese e reattori da 300 MW nella parte occidentale, mentre impianti più piccoli e di cogenerazione regionali. La National Nuclear Centre (NNC) ha proposto la costruzione di 20 o più piccoli reattori ciascuna di 50-100 MWe di fornire le città isolate, con il primo situato presso Kurchatov. Ci sono proposte per una nuova centrale presso il Lago Balkhash, che dovrebbe costituire il sito di Almaty. Nel luglio 2006 la JV fra la Atomniye Stantsii e la Atomstroyexport prevede la commercializzazione di piccoli reattori, con il VBER300 come unità di base per la fornitura elettrica kazaka. I progetti sono di avere una coppia di reattori in costruzione ad Aktau dal 2011 ed in funzione da 2016; da questo primo impianto la tipologia di reattori dovrebbe essere commercializzata a livello internazionale. Il progetto è in fase di stallo a causa di problemi finanziari e la riluttanza russa a trasferire i diritti di proprietà intellettuale alla Kazatomprom. Il progetto è stato poi riesumato nel 2009 con uno studio di fattibilità che dovrebbe essere concluso nel corso del 2010, allargandolo a possibili altri partner internazionali, ma con la Russia come principale contendente.
Nel settembre 2009 la NNC ha annunciato un accordo con la JAEA per un reattore da 600 MW, che dovrebbe essere iniziato nel corso del 2010. Il reattore dovrebbe consistere in un reattore da 700 MW depotenziato, i cui vantaggi sarebbero un alto burnup, alta efficienza termica e la capacità di produzione di idrogeno in quantità commercialmente redditizie.
Il Ministero dell'Energia e delle Risorse Minerarie del Kazakistan e della NNC stanno prendendo in considerazione quattro potenziali siti per l'impianto di 600 MWe: sulle rive del Lago Balkhash, Aktau (ovest), Kustanai (nord) e Kurchatov (est). Nel 2010 Kazakistan orientale divenne sede probabile per un reattore BWR costruito dalla JAPC. Questo progetto è sottoposto per approvazione al governo.

## Reattori di ricerca
A Kurčatov (Kazakistan), presso l'ex sito nucleare di Semipalatinsk,  sono presenti tre reattori di ricerca di proprietà del NNC e gestiti dall'Istituto per l'Energia Atomica. Un quarto reattore è presso Almaty. I tre più grandi sono di tipo a vasca e sono da 6, 10 e 60 MWt, il più recente è un reattore a gas ad alta temperatura da 400 kWt. Tutti i reattori sono stati forniti dalla Russia ed urano combustibile ad alto arricchimento.

## Gestione dei rifiuti e depositi geologici
Il paese ha un patrimonio importante di rifiuti radioattivi provenienti da miniere d'uranio, reattori nucleari, sperimentazione di armi nucleari, attività industriali, minerarie e giacimenti di carbone. È allo studio una legge specifica che comprenda la gestione dei rifiuti radioattivi, e un nuovo deposito di rifiuti radioattivi e del sistema di smaltimento. È in corso lo smantellamento del reattore veloce BN350 veloce ad Aktau, con ampio sostegno internazionale. Il combustibile esaurito è situato nell'impianto sito, assieme alle 1000 tonnellate di sodio radioattivo.

## Produzione di uranio
Il Kazakistan è stato uno dei maggiori produttori di uranio al mondo, e ha le seconde riserve uranifere certe a <130$/kg al 2007 con circa 817.300t di Uranio, che corrispondono a circa il 15% delle riserve mondiali certe. Dal 1992 al 2006 sono stati estratti in totale 111.755t (la produzione del periodo dell'Unione Sovietica non è nota). Nel 2009 è diventato il primo produttore mondiale di uranio, sorpassando dal 2007 Australia e Canada come capacità produttiva, con oltre 14.020 tonnellate di metallo prodotti, con l'obiettivo di arrivare a oltre 18.000 nel corso del 2010, obiettivo quasi raggiunto, con 17.803 t estratte.
La produzione di Uranio iniziò nel 1948, ad oggi sono note circa 50 miniere in 6 province. I costi di produzione dell'uranio kazako sono in genere molto bassi, la distribuzione delle riserve ad oggi accertate è quanto segue:
| Distribuzione delle riserve uranifere al 2009 |              |                        |
| Provincia                                     | Riserve in t | Percentuale sul totale |
| Chu-Sarysu                                    |              | 60.5%                  |
| Northern (Stepnoye) group                     | 750,000      |                        |
| Eastern (Tsentralnoye) group                  | 140,000      |                        |
| Syrdarya                                      |              | 12.4%                  |
| Western (#6) group                            | 180,000      |                        |
| Southern (Zarechnoye) group                   | 70,000       |                        |
| Northern                                      | 256,000      | 16.5%                  |
| Ili                                           | 96,000       | 6%                     |
| Caspian                                       | 24,000       | 1.8%                   |
| Balkash                                       | 6,000        | 0.4%                   |

| Produzione di uranio e ricavi |      |      |       |       |       |       |       |       |       |       |      |      |       |       |       |
| Anno                          | 1997 | 1998 | 1999  | 2000  | 2001  | 2002  | 2003  | 2004  | 2005  | 2006  | 2007 | 2008 | 2009  | 2010  | 2011  |
| Produzione in t               | 795  | 1073 | 1367  | 1752  | 2022  | 2709  | 2946  | 3712  | 4362  | 5281  | 6637 | 8521 | 14020 | 17803 | 19450 |
| Ricavati in milioni di KZT    | 6405 | 8660 | 15876 | 18361 | 19954 | 23822 | 28330 | 36849 | 50567 | 89422 | N.D. | N.D. | N.D.  | N.D.  | N.D.  |

### Accordi internazionali di estrazione
Nel corso del 2007 la Cameco ha firmato un accordo con Kazatomprom per studiaree la creazione di un dell'uranio impianto di conversione, utilizzando la sua tecnologia, e anche aumentando la produzione della sua miniera presso Inkai, posseduta al 60%. Nel giugno 2008 la Cameco e Kazatomprom hanno annunciato la formazione di una nuova società, la Conversione Ulba LLP, per costruire un impianto di conversione da 12.000t/anno presso l'impianto metallurgico di Ulba nell'Ust-Kamenogorskanio, di cui la Cameco fornirà la tecnologia e deterrà il 49% del progetto.
Nel giugno 2008 ha firmato un accordo strategico per espandere la esistente JV Katco per aumentare la capacità estrattiva da 1500t a 4000t annui (con l'AREVA incaricata dell'aspetto commerciale) e per creare una seconda JV al 49% AREVA per l'installazione di un impianto di fabbricazione del combustibile della capacità di 1200t presso l'impianto metallurgico di Ulba nell'Ust-Kamenogorskanio, una terza JV al 51% AREVA inerente al mercato del combustibile finito. Nell'ottobre 2009 hanno firmato un accordo per la costituzione della JV IFASTAR per la fornitura di combustibile per il mercato asiatico, questa è al 51% capitale francese di AREVA, mentre tutti gli impianti finiti saranno di proprietà Kazatomprom al 51%.
| Accordi internazionali                          |                                                                            |                                                                 |
| Società (progetto o miniera)                    | Investitore straniero e quota                                              | Valore del progetto o della quota                               |
| JV (miniere Inkai)                              | Cameco 60%                                                                 |                                                                 |
| JV Betpak Dala (Sud Inkai, miniere Akdala)      | Uranium One 70%                                                            | 350 milioni $ per il 70% nel 2005                               |
| JV Appak (W. Mynkuduk)                          | Sumitomo 25%, Kansai 10%                                                   | 100 milioni $ totale nel 2006                                   |
| JSC Karatau (deposito 2 di Budenovskoye)        | Uranium One 50%                                                            | 117 milioni $ (dando 19,9% della proprietà) + 90 milioni $      |
| JSC Akbastau (depositi 1, 3, 4 di Budenovskoye) | ARMZ 50%                                                                   |                                                                 |
| Zhalpak                                         | CNNC 49%                                                                   |                                                                 |
| JV Katco (Moinkium, miniere Tortkuduk)          | Areva 51%                                                                  | 110 milioni $ nel 2004                                          |
| JV Kyzlkum (Kharasan 1)                         | Uranium One 30%, 40% fra (Marubeni, TEPCO, Toshiba, Chubu, Tohoku, Kyūshū) | 75 milioni $ nel 2005 per il 30%, 430 milioni $ totali nel 2007 |
| JV Baiken U (Kharasan 2)                        | 40% fra (Marubeni, TEPCO, Toshiba, Chubu, Tohoku, Kyūshū)                  | 430 milioni $ totali nel 2007                                   |
| JV Semizbai-U (Irkol, miniere Semizbai)         | CGNPC 49%                                                                  |                                                                 |
| JV Zarechnoye (Zarechnoye & Sud Zarechnoye)     | ARMZ 49%                                                                   | 60 milioni $ totali                                             |

## Centrali elettronucleari
Tutti i dati della tabella sono aggiornati a maggio 2010
| Reattori operativi |                    |           |                    |                                    |                                   |                        |
| Centrale | Potenza netta (MW) | Tipologia | Inizio costruzione | Allacciamento alla rete            | Produzione commerciale            | Dismissione (prevista) |
| Totale: 0 reattori per complessivi 0 MW |                    |           |                    |                                    |                                   |                        |
| Reattori in costruzione |                    |           |                    |                                    |                                   |                        |
| Centrale | Potenza netta (MW) | Tipologia | Inizio costruzione | Allacciamento alla rete (previsto) | Produzione commerciale (prevista) | Costo (stimato)        |
| Totale: 0 reattori per complessivi 0 MW |                    |           |                    |                                    |                                   |                        |
| Reattori pianificati ed in fase di proposta |                    |           |                    |                                    |                                   |                        |
| Totale programmati: 2 reattori per complessivi 600 MW Totale proposti: 2 reattori per complessivi 600 MW                                                            |                    |           |                    |                                    |                                   |                        |
| Reattori dismessi |                    |           |                    |                                    |                                   |                        |
| Centrale | Potenza netta (MW) | Tipologia | Inizio costruzione | Allacciamento alla rete            | Produzione commerciale            | Dismissione            |
| Aktau | 52                 | BN350     | 1º ottobre 1964    | 16 luglio 1973                     | 16 luglio 1973                    | 22 aprile 1999         |
| Totale: 1 reattori per complessivi 52 MW |                    |           |                    |                                    |                                   |                        |
| NOTE: - La normativa in vigore prevede la possibilità di sostituzione e/o aumento del parco reattori al termine del ciclo vitale degli impianti ancora in funzione. |                    |           |                    |                                    |                                   |                        |